# سامانه مدیریت محتوای وب

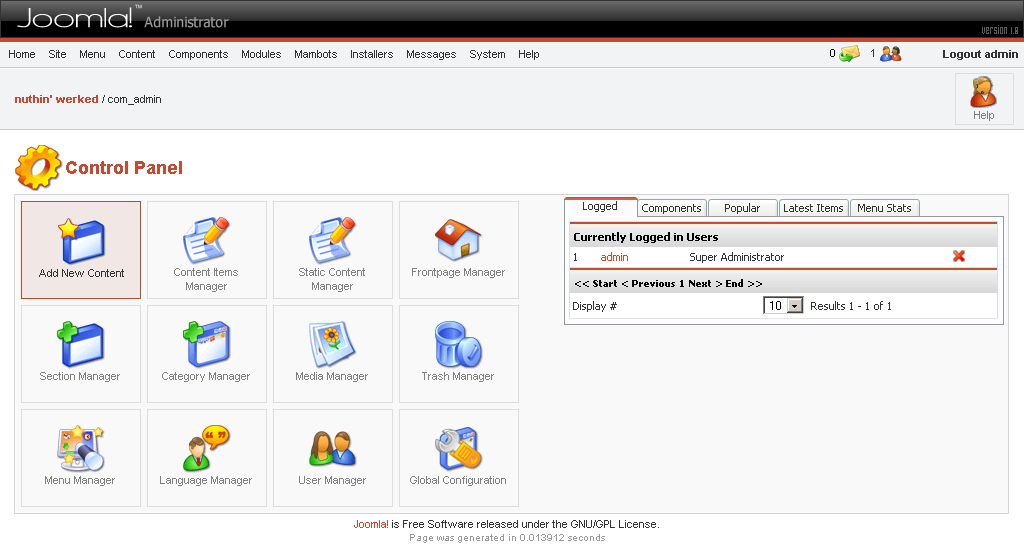
مدیریت محتوای وب

سامانه مدیریت محتوای وب که با نام اختصاری WCMS شناخته می‌شود، یک سامانه نرم‌افزاری است که ابزارهای از پیش آماده‌ای برای نوشتن مطالب، درج تصاویر و پیوندها و به‌طور کلی مدیریت یک یا چند وب‌سایت دارد و به کاربران اجازه می‌دهد حتی با دانشی اندک در زمینۀ زبان‌های برنامه‌نویسی وب یا زبان‌های نشانه‌گذاری، محتوای وب‌سایت خود را به سادگی ایجاد و مدیریت کنند.
یک سامانه مدیریت محتوای وب قوی، امکان مشارکت چندین نویسنده را برای مدیریت نوشته‌ها، اسناد و خروجی‌ها در یک وب‌سایت فراهم می‌کند. بیشتر سامانه‌های مدیریت محتوای وب، از یک مخزن محتوا یا پایگاه‌داده برای ذخیره‌کردن محتوای صفحه، ابرداده‌ها و اطلاعات دیگری که ممکن است برای سامانه لازم باشد استفاده می‌کنند و لایۀ ارائه (نزدیک‌ترین لایه به رابط کاربری) نیز، محتوای وب‌سایت را بر اساس مجموعه‌ای از قالب‌ها، که اغلب از نوع فایل‌های XSLT هستند، برای بازدیدکنندگان نمایش می‌دهد.
بیشتر سامانه‌ها برای بهبود عملکرد خود از ذخیرۀ سمت سرور استفاده می‌کنند. این کار زمانی بهتر است که سامانه مدیریت محتواب وی اغلب بدون‌تغییر باقی می‌ماند ولی بازدیدها به‌طور منظم رخ می‌دهند. مدیریت سامانه نیز معمولاً از طریق رابط‌های مبتنی بر مرورگر وب انجام می‌شود.
سامانه مدیریت محتوای وب به کاربران غیرفنی اجازه می‌دهد با کمی آموزش، وب‌سایت خود را تغییر دهند. این سامانه‌ها معمولاً نیاز به یک مدیر سامانه یا یک توسعه‌دهندۀ وب (برای راه‌اندازی و افزودن ویژگی‌ها) دارند، اما در درجۀ اول، ابزاری برای افراد غیرفنی به‌شمار می‌روند تا با استفاده از آن بتوانند وب‌سایت خود را نگهداری و مدیریت کنند.

## قابلیت‌ها
سامانه مدیریت محتوای وب برای کنترل مجموعه‌ای پویا از مواد وب، شامل اسناد HTML، تصاویر و دیگر اشکال رسانه به کار می‌رود . سامانه‌های مدیریت محتوا با امکاناتی که در اختیار کاربر قرار می‌دهند، کنترل و ویرایش و مدیریت جداول زمانی را آسان می‌کنند. یک سامانه مدیریت محتوای وب به‌طور معمول ویژگی‌های زیر را دارد:
قالب‌های خودکارایجاد قالب‌های خروجی استاندارد (معمولاً HTML و XML) که می‌تواند به‌طور خودکار برای محتوای جدید و موجود به کار رود، اجازه می‌دهد ظاهر تمام مطالب از یک مکان مرکزی تغییر کند.
کنترل دسترسیبرخی سامانه‌های مدیریت محتوای وب از گروه‌های کاربری پشتیبانی می‌کنند. گروه‌های کاربری اجازه می‌دهند چگونگی تعامل کاربران ثبت‌نام‌شده با سایت را مدیریت کنید. دسترسی به یک صفحه در سایت می‌تواند منحصراً برای یک یا چند گروه باشد. این یعنی به یک کاربر ناشناس (کسی که وارد سامانه نشده)، یا کاربری که وارد شده اما در گروهی که یک صفحه منحصراً در دسترس آن است، عضویت ندارد، اجازۀ دسترسی داده نخواهد شد.
گسترش قابل‌قیاستوانایی توسعۀ یک پیاده‌سازی (نصب بر روی یک سرور) در دامنه‌های مختلف، بسته به تنظیمات سرور، در بسیاری سامانه‌های مدیریت محتوای مدرن وجود دارد. همچنین این سامانه‌های مدیریت محتوا ممکن است بتوانند میکروسایت/وب‌پورتال‌هایی در یک سایت اصلی ایجاد کنند.
سادگی ویرایش محتوامعمولاً وقتی محتوا از ارائۀ تصویری یک سایت جدا می‌شود، راحت‌تر و سریع‌تر ویرایش و اداره می‌شود. بیشتر نرم‌افزارهای مدیریت محتوای وب شامل ابزارهای WYS/WYG هستند که به کاربران غیرفنی امکان ایجاد و ویرایش محتوا را می‌دهد.
مجموعه‌ویژگی‌های قابل‌قیاسبیشتر نرم‌افزارهای مدیریت محتوای وب شامل پلاگین یا ماژول‌هایی هستند که به راحتی نصب می‌شوند تا قابلیت‌های یک سایت را توسعه دهند.
استانداردهای ارتقاء وبسامانه‌های مدیریت محتوای وب فعال، معمولاً آپدیت‌های منظمی دریافت می‌کند که شامل مجموعه‌ویژگی‌های جدیدی است و سامانه را مطابق با استانداردهای رایج وب به روز نگه می‌دارد.
مدیریت گردش‌کارگردش‌کار فرایند ایجاد چرخه‌ای از وظایف متوالی و موازی است که باید در CMS انجام شود. مثلاً، یک یا چند تولیدکنندۀ محتوا می‌تواند گزارشی را ارائه کند، اما این گزارش، تا زمانی که یک ویراستار آن را اصلاح و سردبیر آن را تصویب نکند، منتشر نخواهد شد.
همکارینرم‌افزار CMS ممکن است به صورت یک پلت‌فرم همکاری عمل کند که امکان بازیابی و کار روی محتوا را توسط یک یا چند کاربرد مجاز فراهم می‌آورد. تغییرات می‌تواند برای انتشار، ردیابی و تصویب باشد یا نادیده گرفته شده و به نسخه‌های قدیمی رجوع شود. دیگر اشکال پیشرفتۀ همکاری به چندین کاربر اجازه می‌دهد به صورت هم‌زمان در یک جلسۀ همکاری، در یک صفحه تغییر (یا نظر) بدهند.
نمایندگیبرخی نرم‌افزارهای CMS به گروه‌های متفاوت کاربری امتیازات محدودی بر روی محتوای خاصی در یک وب‌سایت اعطا می‌کنند، که مسئولیت مدیریت محتوا را گسترش می‌دهد.
مدیریت اسنادنرم‌افزار CMS ابزاری برای مدیریت مشارکتی چرخۀ عمر یک سند، از زمان ایجاد، در طول بازبینی‌ها، انتشار، بایگانی و امحای سند، فراهم می‌کند.
مجازی‌سازی محتوانرم‌افزار CMS ابزاری فراهم می‌کند که به هر کاربر اجازه می‌دهد در یک کپی مجازی از کل یک وب‌سایت، مجموعۀ اسناد و/یا پایگاه کد کار کنند. به این ترتیب تغییرات در منابع چندگانۀ به هم وابسته، قبل از واگذاری محتوا مشاهده یا اجرا می‌شود.
به‌اشتراک‌گذاری محتوانرم‌افزار CMS اغلب از طریق تولید فیدهای داده‌ای RSS و Atom در توزیع محتوا به سامانه‌های دیگر یاری می‌رساند. همچنین ممکن است به عنوان بخشی از فرایند گردش‌کار، وقتی به روزرسانی صورت گرفته باشد، برای کاربران ایمیل بفرستند.
چندزبانه بودنتوانایی نمایش محتوا به زبان‌های گوناگون.
نسخه‌هانرم‌افزار CMS نیز ممکن است مثل سامانه‌های مدیریت اسناد، اجازۀ فرایند نسخه‌گذاری را بدهد، که از طریق آن، صفحات داخل یا بیرون WCMS چک می‌شوند، و همچنین کاربران مجاز می‌توانند نسخه‌های قبلی را بازیابی و از یک نقطۀ انتخاب‌شده کار خود را ادامه دهند.

## انواع
سه نوع عمده از WCMS وجود دارد: پردازش آفلاین، پردازش آنلاین و سامانه‌های دوگانه. این اصطلاحات الگوی گسترش WCMS را در شرایطی توصیف می‌کنند که قالب‌های ارائه برای ارائۀ وب‌سایت از محتوای ساخت‌یافته به کار می‌روند.

### پردازش آفلاین
این سامانه‌ها، گاهی به عنوان «ژنراتورهای ایستای سایت» شناخته می‌شوند، تمام محتوا را پیش‌پردازش می‌کنند و اجرای قالب‌ها را قبل از انتشار برای ایجاد صفحات وب بر عهده دارند. از آنجایی که سامانه‌های پیش‌پردازش‌گر برای اجرای قالب‌ها در زمان درخواست، نیازی به سرور ندارند، ممکن است صرفاً به عنوان ابزار طراحی وجود داشته باشند.

### پردازش آنلاین
این سامانه‌ها قالب‌ها را بر اساس تقاضا اجرا می‌کنند. کدهای HTML ممکن است زمانی تولید شود که کاربر از یک سایت دیدن کند یا آن را از بین صفحات ذخیره شده در وب، بیرون کشیده باشد.
بیشتر WCMSهای منبع‌باز قابلیت پشتیبانی از افزونه‌ها را دارند، که شامل قابلیت‌های گسترش‌یافته‌ای است؛ از جمله انجمن، وبلاگ، ویکی، فروشگاه وب، گالری عکس، مدیریت تماس و... . اینها اغلب ماژول، گره، ویدجت، افزونه یا ضمیمه نامیده می‌شوند. افزونه‌ها ممکن است مبتنی بر مدل منبع‌باز یا خرید مجوز باشند.

### سامانه‌های ترکیبی
برخی سامانه‌ها رویکردهای آفلاین و آنلاین را ترکیب می‌کنند. برخی سامانه‌ها به جای کدهای ایستای HTML، کدهایی قابل‌اجرا می‌نویسند (مانند JSP، ASP، PHP، ColdFusion یا صفحات Perl)، بنابراین دیگر لازم نیست خود سامانه مدیریت محتوا روی هر سرور وب مستقر شود. سامانه‌های دوگانه دیگر در هر دو حالت آنلاین و آفلاین کار می‌کنند.

## مزایا
هزینۀ پایینبرخی سامانه‌های مدیریت محتوا رایگان هستند، مانند Drupal، TYPO3، Joomla و WordPress. برخی‌های دیگر ممکن است با توجه به هزینۀ اشتراک مقرون به صرفه باشند. اگرچه ممکن است هزینۀ اشتراک گران باشد، متحمل نشدن هزینۀ استخدام تمام‌وقت توسعه‌دهندگان می‌تواند هزینۀ کل را کاهش دهد. همچنین می‌توان بر اساس نیاز، برای بسیاری از سامانه‌های مدیریت محتوا نرم‌افزار خریداری کرد.
سفارشی‌سازی آسانیک طرح عمومی که ایجاد می‌شود، صفحه‌هایی می‌سازد که زمینه و طراحی مشابهی دارند، کد زیادی وجود ندارد. بسیاری ابزارهای سامانه مدیریت محتوا از سامانه کشیدن و رها کردن AJAX برای طراحی حالت‌های خود استفاده می‌کنند، که این امر ایجاد نرم‌افزارهای نهایی سفارشی را برای کاربران مبتدی آسان می‌کند.
کاربرد آسانسامانه‌های مدیریت محتوا برای افرادی با ذهن غیرفنی طراحی شده‌اند. سادگی در طراحی رابط کاربری مدیریت، به مدیران محتوای سایت و دیگر کاربران اجازه می‌دهد محتوا را بدون آموختن کدنویسی یا جنبه‌های فنی نگهداری سامانه، به روزرسانی کنند.
مدیریت گردش‌کارسامانه‌های مدیریت محتوا امکان کنترل اینکه محتوا چگونه، چه وقت و توسط چه کسانی منتشر شود، فراهم می‌کنند. برخی نیز به مدیران اجازه می‌دهند قوانینی برای مدیریت گردش‌کار وضع کنند که از طریق مجموعه‌ای از گام‌های موردنیاز برای هر کدام از وظایف، مدیران محتوا را راهنمایی می‌کند.

## معایب
هزینۀ پیاده‌سازیپیاده‌سازی در مقیاس بزرگتر ممکن است نیاز به آموزش، برنامه‌ریزی و گواهی‌نامه‌هایی داشته باشد. ممکن است CMSهای خاص نیاز به نصب سخت‌افزار داشته باشند. تعهد استفاده از نرم‌افزار نیازمند سرمایه‌گذاری بیشتری است. تعهد برای آموزش، توسعه و نگهداری هزینه‌هایی هستند که بر سامانه‌های سازمانی تحمیل خواهند شد.
هزینۀ نگهداریگاهی اوقات ممکن است نگهداری از سامانه‌های مدیریت محتوا نیازمند به روزرسانی مجوز، ارتقا و نگهداری سخت‌افزاری باشد.
مسائل مربوط به رکودسامانه‌های مدیریت محتوای بزرگتر ممکن است در شرایطی، رکود را تجربه کنند: 1. اگر زیرساخت‌های سخت‌افزاری به روز نباشند، 2. اگر پایگاه‌های داده به درستی به‌کارگیری نشوند، 3. اگر فایل‌های web cache (که باید هر وقت داده‌ها بارگذاری مجدد می‌شوند، به روزرسانی شود) به سرعت رشد کند. مسائل مربوط به بارگذاری متعادل ممکن است ذخیرۀ این فایل‌ها را مختل کند.
ادغام ابزارهاآدرسهای اینترنتی تولید شده توسط بسیاری از CMSها به اندازۀ کافی برای صفحات ایستا و دیگر ابزارهای وب، باثبات نیستند که بتوان به آن‌ها اعتماد کرد، چون به صورت پویا توسط پارامترهای داخلی و منابع اطلاعاتی تولید می‌شوند، به خصوص در موتورهای جستجو.

## مهمترین سامانه‌های مدیریت محتوای وب
برخی سامانه‌های مدیریت محتوای مشهور به شرح زیر هستند:
- wordpress محبوب‌ترین سامانه مدیریت محتوا است، که به عنوان یک CMS وبلاگ‌نویسی شروع به کار کرد، اما بعداً به یک CMS بالغ تبدیل شد.
- Joomla متداول‌ترین سامانه مدیریت محتوا برای ساختن سایت‌هایی با امکانات گسترده است که می‌تواند برای ایجاد و ویرایش آسان صفحات وب به کار رود، اما از WordPress پیچیده‌تر است.
- Drupal سومین CMS پرکاربرد است که قبل از WordPress و Joomla ایجاد شده‌است. یادگیری و فهمیدن آن از دو CMS قبلی سخت‌تر، اما از آن‌ها ایمن‌تر است. در سایت کاخ سفید هم از همین CMS استفاده می‌شود.